# Christopher de Hamel
Christopher Francis Rivers de Hamel (né le 20 novembre 1950) est un bibliothécaire universitaire britannique et expert en manuscrits médiévaux. Il est membre du Corpus Christi College de Cambridge et ancien bibliothécaire de la Parker Library. Son livre Meetings with Remarkable Manuscripts est lauréat du prix Duff Cooper pour 2016 et du prix Wolfson History pour 2017.

## Jeunesse et éducation
Christopher de Hamel est né le 20 novembre 1950 à Londres. À l'âge de quatre ans, il déménage avec ses parents en Nouvelle-Zélande, où il fait ses études à la King's High School de Dunedin et obtient un baccalauréat spécialisé en histoire de l'Université d'Otago,.
Il reçoit ensuite un doctorat en philosophie (DPhil) de l'Université d'Oxford pour ses recherches sur les commentaires bibliques du XIIe siècle. Sa thèse est intitulée « The production and circulation of glossed books of the Bible in the twelfth and early thirteenth centuries ». Il reçoit des doctorats honorifiques en lettres de l'Université d'Otago et de l'Université St. John's, Minnesota.

## Carrière
Entre 1975 et 2000, de Hamel travaille pour Sotheby's dans le département des manuscrits occidentaux. Il est élu bibliothécaire Donnelley Fellow du Corpus Christi College de Cambridge en 2000 et élu membre du Roxburghe Club l'année suivante. De Hamel prononce les conférences Lyell 2009 à l'Université d'Oxford sur le thème des « Fragments dans les reliures de livres ». En 2017, son ouvrage Meetings with Remarkable Manuscripts, alors récemment publié, est sélectionné pour le livre Waterstones de l'année 2016 et remporte à la fois le prix d'histoire Wolfson de 40 000 £ et le prix Duff Cooper.
De Hamel a constitué une collection de manuscrits, la Christopher de Hamel Collection, située à Cambridge, en Angleterre.

## Publications
De Hamel a écrit un certain nombre d'ouvrages historiques dans son domaine d'expertise:
- Geoffrey Chaucer – Prologue to the Canterbury Tales – A Hitherto Unrecorded Variant Reading (imprimé en privé, 1980)
- A History of Illuminated Manuscripts (Phaidon, 1986 ; deuxième édition révisée, 1994)
- Syon Abbey: The Library of the Bridgettine Nuns and Their Peregrinations After the Reformation (Roxburghe Club, 1991)
- Scribes and Illuminators (British Museum, 1992)
- The Book: A History of the Bible (Phaidon, 2001)
- The Rothschilds and Their Collections of Illuminated Manuscripts (British Library, 2005)
- The Macclesfield Alphabet Book: A Facsimile, avec Patricia Lovett (British Library, 2010)[12]
- Gilding the Lilly: A Hundred Medieval and Illuminated Manuscripts in the Lilly Library (Lilly Library, Indiana University, 2010)
- Rencontres avec des manuscrits remarquables (Allen Lane, 2016)
- Making Medieval Manuscripts (Bodleian Library, Université d'Oxford, 2018)
- The Book in the Cathedral: The Last Relic of Thomas Becket (Allen Lane, 2020)
- The Posthumous Papers of the Manuscripts Club (Allen Lane, 2022)